# Фонтейн, Роберт
Роберт Фонтейн (англ. Robert Fountain; род. 1969) — британский быстросчётчик. В 1999 году он был признан первым гроссмейстером устного счёта. Фонтейн занял первое место в общем рейтинге на мировых чемпионатах по вычислениям в уме в 2004 и 2006 годах и четвёртое место в 2008 году.

## Биография
Роберт Фонтейн увлёкся математикой в качестве хобби в возрасте 11 лет, после просмотра выступления на телевидении Виллема Клейна.
На первом мировом чемпионате по вычислениям в уме, прошедшем в Аннаберг-Буххольце (Германия) 30 октября 2004 года, Фонтейн в общем рейтинге занял первое место.
На втором чемпионате, который состоялся 4 ноября 2006 года в Гисене (Германия), Фонтейн победил в категории извлечения квадратного корня из 6-значного числа, 10 заданий за 15 минут. В категории сложения 10-значных чисел он занял второе место. В общем рейтинге Фонтейн занял первое место.
На третьем чемпионате, прошедшем в Лейпциге (Германия) 1 июля 2008 года, Фонтейн в категории извлечения квадратного корня из 6-значного числа занял третье место. В общем зачёте он занял четвёртое место.
Совместно с Яном ван Конингсвельдом Фонтейн является соавтором книги The Mental Calculator’s Handbook.